# NGC 1247
NGC 1247 este o galaxie spirală situată în constelația Eridanul. A fost descoperită în 10 decembrie 1798 de către William Herschel. Se află la o distanță de 63,97 de megaparseci de Pământ.